# Benedikt Erlingsson
Benedikt Erlingsson, född 31 maj 1969 i Reykjavik, är en isländsk skådespelare och regissör. Han är framträdande inom isländsk teater och är känd i sitt hemland från komedi-TV-serien Fóstbræður. Internationellt har han bland annat synts i Lars von Triers Direktören för det hele. Han långfilmsdebuterade som regissör med Om hästar och män, som hade premiär 2013 och tilldelades Nordiska rådets filmpris. Hans nästa spelfilm, Kona fer í stríð, togs ut till Kritikerveckan vid filmfestivalen i Cannes 2018 samt tilldelades Nordiska rådets filmpris.